# Palmares do Sul (kommun)
Palmares do Sul är en kommun i Brasilien.   Den ligger i delstaten Rio Grande do Sul, i den södra delen av landet, 1 600 km söder om huvudstaden Brasília. Antalet invånare är 10 971.
Följande samhällen finns i Palmares do Sul:
- Palmares do Sul

Trakten runt Palmares do Sul består till största delen av jordbruksmark. Runt Palmares do Sul är det glesbefolkat, med 10 invånare per kvadratkilometer.